# Jacques Derrida
Jacques Derrida (ur. 15 lipca 1930 w El-Biar w Algierii, zm. 8 października 2004 w Paryżu) – francuski filozof, uważany za przedstawiciela postmodernizmu.

## Życiorys
Urodził się w rodzinie Żydów sefarydyjskich jako trzeci z pięciorga dzieci. Otrzymał imię „Jackie” – później zmienił je na „Jacques”. Dzieciństwo i młodość spędził w mieście urodzenia. Gdy w 1942 poszedł do szkoły, został wyrzucony z liceum przez francuską dyrekcję zgodnie z zaleceniami reżimu Vichy. Derrida wolał stracić rok niż pójść do liceum żydowskiego, stworzonego przez zwolnionych nauczycieli dla niechcianych dzieci żydowskich.
Młody Derrida uwielbiał grać w piłkę nożną – jako chłopiec marzył, że zostanie piłkarzem zawodowym. Już w młodości zaczytywał się w dziełach Camusa, Gide’a, Nietzschego i Rousseau, poważnie zaczął jednak myśleć o studiach filozoficznych w latach 1948–1949. Uczęszczał do renomowanego paryskiego Lycée Louis-le-Grand; po dwukrotnej porażce egzaminacyjnej – w 1951 został przyjęty do École normale supérieure.
Już pierwszego dnia studiów Derrida spotkał Louisa Althussera, z którym niebawem się zaprzyjaźnił; przyjaźń łączyła go również z Michelem Foucault, na którego wykłady uczęszczał. Po wizycie w Archiwum Husserla w Leuven rozpoczął tłumaczenie jego pracy O pochodzeniu geometrii.
W 1957 Derrida otrzymał stypendium na Uniwersytecie Harvarda. W czerwcu 1957 poślubił w Bostonie Marguerite Aucouturier. Ze związku tego przyszło na świat dwóch synów: w 1963 Pierre, w 1967 Jean; trzeci – Daniel – urodził się w 1984 ze związku Derridy z Sylviane Agacinski.
Podczas wojny algierskiej, w latach 1957–1959, Derrida na własną prośbę został nauczycielem dzieci wojskowych – nauczał francuskiego i angielskiego. W tym samym okresie nawiązał związki z grupą Tel Quel.
W latach 1960–1964 Derrida wykładał filozofię na Uniwersytecie Paryskim; w latach 196–1984 był wykładowcą filozofii w École normale supérieure.
Derrida wiele podróżował, pełnił – przez dłuższy lub krótszy czas – wiele funkcji. Był kierownikiem studiów w École des hautes études en sciences sociales w Paryżu; razem z François Châtelet i innymi w 1983 powołał do życia Collège international de philosophie (CIPH) – instytucję, która miała umożliwiać prowadzenie badań filozoficznych, dla których nie było miejsca w akademii czy na uniwersytecie – Derrida był pierwszym dyrektorem kolegium.
W 1986 Derrida został profesorem nauk humanistycznych na Uniwersytecie Kalifornijskim – to właśnie tam znajduje się największe archiwum jego rękopisów. Regularnie wykładał na innych wielkich uniwersytetach amerykańskich: Uniwersytecie Johnsa Hopkinsa, Uniwersytecie Yale, Uniwersytecie Nowojorskim, Nowej Szkoły Badań Społecznych (część The New School).
Był laureatem wielu nagród i wyróżnień, m.in. frankfurckiej Nagrody im. Adorna (2001). Otrzymał doktoraty honorowe Uniwersytetu w Cambridge, Uniwersytetu Columbia, The New School for Social Research, Uniwersytetu Essexu, Kolegium Williamsa, Uniwersytetu Śląskiego.
W 2003 zdiagnozowano u Derridy raka trzustki – z wolna tracił mowę, nie mógł podróżować. Zmarł w paryskim szpitalu wieczorem 8 października 2004.

## Poglądy i publikacje
Derrida uchodzi za krytyka tradycyjnej filozofii, łączył zainteresowania filozofią z literaturą, antropologią, lingwistyką i psychoanalizą. Nawiązywał do Martina Heideggera.
W 1967 Derrida opublikował swe pierwsze trzy książki – Pismo i różnica, Głos i fenomen, O gramatologii – które przyniosły mu międzynarodową sławę.
Jego prace, popularne zwłaszcza w Stanach Zjednoczonych, stoją u początków dekonstrukcjonizmu, ukształtowanego na przełomie lat 70. i 80.
Był jednym z sygnatariuszy Francuskiej petycji przeciwko wiekowi zgody.

## Dzieła wydane w Polsce

### Książki
- Pismo filozofii, wybrał B. Banasiak, przeł. K. Matuszewski, B. Banasiak, P. Pieniążek, Inter esse, Kraków 1992 (w tym esej Farmakon).
- Głos i fenomen. Wprowadzenie do problematyki znaku w fenomenologii Husserla, przeł. B. Banasiak, Wydawnictwo KR, Warszawa 1997.
- Ostrogi. Style Nietzschego, przeł. B. Banasiak, Wydawnictwo Officyna, Łódź 2012 (pierwsze wydanie: słowo / obraz terytoria, Gdańsk 1997).
- O gramatologii, przeł. B. Banasiak, Wydawnictwo Officyna, Łódź 2011 (pierwsze wydanie: Wydawnictwo KR 1999).
- Χώρα/Chora, przeł. M. Gołębiewska, Wydawnictwo KR, Warszawa 1999.
- Szibbolet dla Paula Celana, przeł. A. Dziadek, FA-art, Bytom 2000.
- Marginesy filozofii, przeł. A. Dziadek, J. Margański, P. Pieniążek, Wydawnictwo KR, Warszawa 2002.
- Prawda w malarstwie, przeł. M. Kwietniewska, Słowo/obraz terytoria, Gdańsk 2003
- Pismo i różnica, przeł. K. Kłosiński, Wydawnictwo KR, Warszawa 2004.
- Historia kłamstwa. Prolegomena. Wykład warszawski, przeł. V. Hmissi, IFiS PAN, Warszawa 2005.
- Uniwersytet bezwarunkowy, przeł. K. M. Jaksender, Wydawnictwo Libron / Wydawnictwo Eperons-Ostrogi, Kraków 2014.
- O duchu: Heidegger i pytanie, przeł. B. Brzezicka, Wydawnictwo Naukowe PWN, Warszawa 2015.
- Widma Marksa: stan długu, praca żałoby i nowa Międzynarodówka, przeł. T. Załuski, Wydawnictwo Naukowe PWN, Warszawa 2016.
- Gorączka archiwum. Impresja Freudowska, przeł. J. Momro, Wydawnictwo IBL PAN, Warszawa 2016.
- Inny kurs, przeł. T. Załuski, Wydawnictwo Naukowe PWN, Warszawa 2017.

### Eseje i fragmenty
- Pismo i telekomunikacja, przeł. J. Skoczylas, S. Cichowicz, w: „Teksty” nr 3/1975.
- Różnia, przeł. J. Skoczylas, w: Drogi współczesnej filozofii, red. M. J. Siemek, Czytelnik, Warszawa 1978.
- Biała mitologia. Metafora w tekście filozoficznym, przeł. W. Krzemień, w: „Pamiętnik Literacki” z. 3/1986.
- Cogito i historia szaleństwa, przeł. T. Komendant, w: „Literatura na Świecie” nr 6/1988.
- Ojciec logosu, przeł. B. Banasiak, w: „Colloquia communia”, 1–3/1988.
- Uzupełnienie początku, przeł. B. Banasiak, w: „Colloquia communia”, 1–3/1988.
- Pismo avant la lettre, przeł. B. Banasiak, w: „Colloquia communia”, 1–3/1988.
- Exergum, przeł. B. Shallcross, w: „Teksty Drugie” nr 1/1993.
- List do jednego z japońskich przyjaciół, przeł. J. M. Godzimirski, w: „Konteksty: polska sztuka ludowa”, nr 1–2/1994.
- Pokolenia jednego miasta, przeł. W. Szydłowska, w: „Lettre internationale”, zima 1993/1994.
- Psyche: Wynajdywanie innego, przeł. S. Magala (z języka angielskiego), „Odra” 1994, nr 6.
- Parergon, przeł. A. Rączka, oprac. I. Lorenc, w: „Sztuka i filozofia” t. 10/1995.
- Teatr okrucieństwa i zamknięcie przedstawienia, przeł. M. Gołębiewska, W. Kroker, w: „Dialog” nr 4/1996.
- Edmond Jabès i kwestia księgi, przeł. J. Gutorow, J. Tarnowska, w: „Odra” nr 3/1997.
- Jabès a Księga, przeł. U. Hrehorowicz, w: „Dekada literacka” nr 8–9/1997.
- Psyche. Odkrywanie innego, przeł. M. P. Markowski, w: Postmodernizm. Antologia przekładów, red. R. Nycz, Kraków: Baran i Suszczyński.
- Wykład Profesora Jacques’a Derridy, przeł. K. Jarosz, w: Jacques Derrida. Doctor honoris causa Universtitatis Silensiensis, Wydawnictwo Uniwersytetu Śląskiego, Katowice 1997.
- Kwestia stylu, przeł. B. Banasiak, w: A. Przybysławski (red.), Nietzsche. 1900–2000, Aureus, Kraków 1997.
- O gramatologii (fragment), „Gazeta Wyborcza” 1997, 11 grudnia.
- Che cos’è la poesia?, przeł. M. P. Markowski, w: „Literatura na Świecie” nr 11–12/1998.
- Niewczesne aforyzmy, przeł. M. P. Markowski, w: „Literatura na Świecie” nr 11–12/1998.
- Jednojęzyczność innego, czyli proteza oryginalna, przeł. A. Siemek, w: „Literatura na Świecie” nr 11–12/1998, s. 24–112.
- Kosmopolici wszystkich krajów, jeszcze jeden wysiłek!, przeł. A. Siemek, w: „Literatura na Świecie” nr 11–12/1998.
- Szibbolet. Dla Paula Celana (fragment), przeł. A. Dziadek, „Literatura na Świecie” 1998, nr 11–12.
- Wykład Jacques’a Derridy wygłoszony na Uniwersytecie Śląskim, przeł. K. Jarosz, „Literatura na Świecie” 1998, nr 11–12.
- Pamiętnik ślepca, przeł. W. Szydłowska, „Pokaz” 1998, nr 22 (na podstawie filmu).
- Wiara i wiedza, przeł. P. Mrówczyński, w: J. Derrida, G. Vattimo et al., Religia: seminarium na Capri, Wydawnictwo KR, Warszawa 1999.
- Niczym szum morza w głębi muszli. Wojna Paula de Mana, przeł. A. Wasilewska, w: „Literatura na świecie”, nr 10–11/1999.
- Przebaczyć – nieprzebaczalne i nieprzedawnialne, przeł. U. Hrehorowicz, w: „Principia”, nr 24–25/1999.
- Opory, przeł. W. Szydłowska, w: „Przegląd Artystyczno-Literacki”, nr 11–12/1999 i 1–2/2000.
- Szaleństwo przebaczenia, przeł. M. P. Markowski, „Gazeta Wyborcza” 2000, nr 96.
- Edmond Jabès i pytania księgi, przeł. A. Wodnicki, w: „Literatura na Świecie” nr 7/2001.
- Polityka przyjaźni, przeł. T. Zarębski (z języka angielskiego), „Odra” 2001, nr 7–8.
- Adieu, przeł. J. Latkiewicz, J. Migasiński, w: Levinas i inni, red. T. Gadacz, J. Migasiński, WFiS UW, Warszawa 2002.
- Różnica płci, różnica ontologiczna (Geschlecht I), przeł. M. Kwietniewska, w: „Nowa Krytyka” nr 13/2002, s. 163–188.
- Jakąż on miał rację! Mój Cicerone Hans Georg Gadamer, przeł. J. Wilk (z języka niemieckiego), „Zbliżenia Polska-Niemcy” 2002, nr 2.
- Gościnność nieskończona, przeł. P. Mościcki, w: „Przegląd filozoficzno-literacki”, nr 3/2004.
- Darować śmierć. Komu darować (Wiedzieć, by Nie Wiedzieć), przeł. K. Liszka, M. Pawlikowska, w: „Odra” nr 12/2004, s. 38–49 (wersja poprawiona w: B. Małczyński, R. Włodarczyk (red.), Czytanie Derridy, Chiazm, Wrocław 2005).
- „Ten ruch batuty”, przeł. B. Banasiak, w: L. Kolankiewicz (red.), Antropologia widowisk. Zagadnienia i wybór tekstów, Wydawnictwo UW, Warszawa 2005.
- Liczne tak, przeł. P. Mościcki, w: „Principia”, nr 41–42/2005.
- Odpowiedzialność i gościnność, przeł. P. Mościcki, w: „Przegląd filozoficzno-literacki”, nr 2/2006.
- Fenomenologia i domknięcie się metafizyki. Wstęp do myśli Husserla, w: J. Migasiński (red.), Fenomenologia francuska. Rozpoznania/interpretacje/rozwinięcia, IFiS PAN, Warszawa 2006.
- Obrzeznania, przeł. V. Szydłowska-Hmissi, w: G. Bennington, Jacques Derrida, przeł. V. Szydłowska-Hmissi, Genesis, Warszawa 2009.
- Wieże Babel, przeł. A. Dziadek, w: Bukowski P., Heydel M. (red.), Współczesne teorie przekładu, Znak, Kraków 2009.
- Oligarchie, przeł. A. Dziadek, w: „Poznańskie Studia Polonistyczne”, 17/2010.
- Oczy języka, przeł. T. Swoboda, w: „Literatura na świecie”, nr 5–6/2011.
- Fora. Kanciaste” słowa Nicolasa Abrahama i Márii Török, przeł. B. Brzezicka, „Teksty Drugie” 2016, nr 2.
- Pamiętnik ślepca, przeł. B. Brzezicka, w: J. Migasiński, M. Pokropski (red.), Główne problemy współczesnej fenomenologii, Wydawnictwo UW, Warszawa 2017.
- Doręczyciel prawdy, przeł. A. Wajs, w: J. Migasiński, M. Pokropski (red.), Główne problemy współczesnej fenomenologii, Wydawnictwo UW, Warszawa 2017.
- Różnicość, przeł B. Banasiak, http://bb.ph-f.org/przeklady/derrida_roznicosc.pdf.
- Biała mitologia. Metafora w tekście filozoficznym, http://bb.ph-f.org/przeklady/derrida_biala_mitologia_list.pdf.
- Genewskie koło językoznawcze, przeł. B. Banasiak, http://bb.ph-f.org/przeklady/derrida_cercle.pdf.

### Rozmowy
- O człowieku i zwierzęciu, Marksie i żałobie (z M. Kowalską, J. Niecikowskim), przeł. M. Kowalska, „Przegląd Filozoficzny” 1988, nr 1.
- Pozycje (fragment), przeł. B. Banasiak, w: „Colloquia communia”, 1–3/1988.
- Opinia Jacques’a Derridy, w rozmowie z J. Bredą, przeł. Rw, „Forum” 1988, 25 grudnia.
- Fascynacja potwornym archiwum. Rozmowa z Jacques’em Derridą, przeł. M. Gaszyńska (z języka hiszpańskiego), „Pismo Literacko-Artystyczne” 1988, nr 10.
- Heidegger: piekło filozofów (z D. Eribonem), przeł. E. Kamińska, C. Wodziński, w: C. Wodziński (red.), Heidegger dzisiaj, Aletheia, Warszawa 1990.
- Rozmowa Christiana Descampesa z Jacques’em Derridą, przeł. B. Banasiak, w: B. Banasiak (red.), Derridiana, Inter Esse, Kraków 1994.
- Nieprosta historia prawdy (z. B. Wildsteinem), „Rzeczpospolita” 1997, 27–28 grudnia.
- Nie jestem postmodernistą (z G. Łęcką), „Polityka” 1998, nr 1.
- Pozycje: rozmowy z Henri Ronsem, Julią Kristevą, Jean-Louis Houdebinem i Guy Scarpettą, przeł. A. Dziadek, FA-art., Katowice 2007 (pierwsze wydanie: Bytom 1997).
- Ta dziwna instytucja zwana literaturą. Rozmowa z Jacques’em Derridą, przeł. J. Gutorow, „Odra” 1997, nr 3.
- Ta dziwna instytucja zwana literaturą (z D. Attridgem), przeł. M. P. Markowski, „Literatura na świecie” 1998, nr 11–12 (także w: R. Nycz (red.), Dekonstrukcja w badaniach literackich, Gdańsk 2000).
- Hipnotyczna fascynacja (z A. de Baecque, T. Jousse), przeł. M. Oleksiewicz, „Kino” 2001, nr 7–8, 12.
- Pochwała psychoanalizy (z É. Roudinesco), przeł. M. Loba, „Literatura na świecie” 2003, nr 3–4 (fragment Z czego jutro…).
- Po wojnie: odrodzenie Europy (z J. Habermasem), przeł. A. Kopacki, „Krytyka Polityczna” 2004, nr 5.
- Filozofia w czasach terroru: rozmowy z Jürgenem Habermasem i Jacques’em Derridą, przeł. A. Karalus, M.Kilanowski, B. Orlewski, Wydawnictwa Akademickie i Profesjonalne, Warszawa 2008.
- Przemoc wobec zwierząt (z É. Roudinesco), przeł. B. Brzezicka, „Znak” 2015, nr 5 (720) (fragment Z czego jutro…).
- Z czego jutro: dialog (z É. Roudinesco), przeł. W. Szydłowska, Wydawnictwo Naukowe Scholar, Warszawa 2016.